# Aartsbisdom Detroit
Het aartsbisdom Detroit (Latijn: Archidioecesis Detroitensis, Engels: Archdiocese of Detroit) is een in de Verenigde Staten gelegen rooms-katholiek aartsbisdom met zetel in de stad Detroit. De aartsbisschop van Detroit is metropoliet van de kerkprovincie Detroit waartoe zes suffragane bisdommen behoren.

## Geografie
Het aartsbisdom Detroit omvat de volgende county's in de staat Michigan:
- Lapeer County
- Macomb County
- Monroe County
- Oakland County
- St. Clair County
- Wayne County

De suffragane bisdommen van de kerkprovincie Detroit zijn:
- Gaylord
- Grand Rapids
- Kalamazoo
- Lansing
- Marquette
- Saginaw

## Geschiedenis
Op 8 maart 1833 werd het bisdom Detroit afgesplitst van het bisdom Cincinatti. Het omvatte destijds de staten Michigan, Wisconsin, Minnesota en de gebieden van het territorium Dakota ten oosten van de Mississippi. Op 28 november 1843 werd het bisdom Milwaukee afgesplitst van Detroit. Op 29 juli 1853 werd grond afgestaan voor de oprichting van het apostolisch vicariaat Upper Michigan, op 19 mei 1882 voor het bisdom Grand Rapids en op 22 mei 1937 voor het bisdom Lansing. Op laatstgenoemde datum werd Detroit verheven tot aartsbisdom. Op 26 februari 1938 werd nog gebied afgestaan voor het bisdom Saginaw.

## Bisschoppen van Detroit
- 1833–1871: Frederick Rese (Friedrich Reese) (emeritus vanaf 1840 vanwege ziekte)
  - 1841–1869: Peter Paul Lefevere (coadjutor)
- 1871–1887: Caspar Henry Borgess (1870–1871 coadjutor)
- 1888–1918: John Samuel Foley
- 1918–1937: Michael James Gallagher

### Aartsbisschoppen
- 1937–1958: kardinaal Edward Aloysius Mooney
- 1958–1980: kardinaal John Francis Dearden
- 1981–1990: kardinaal Edmund Casimir Szoka (daarna curiekardinaal)
- 1990–2009: kardinaal Adam Joseph Maida
- 2009–heden: Allen Vigneron

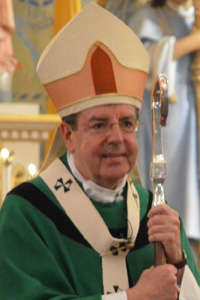
Aartsbisschop Vigneron
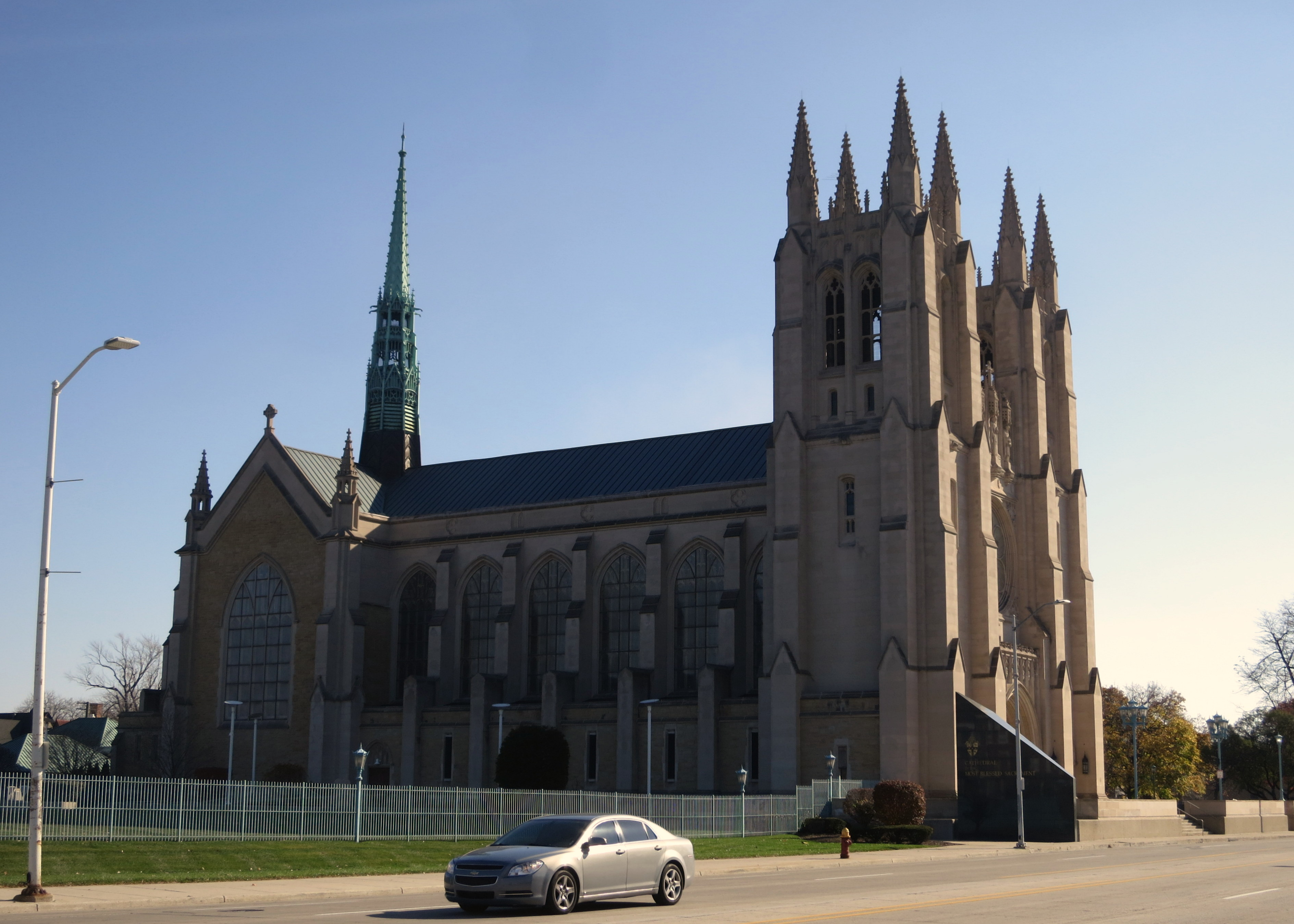
Kathedraal van Detroit